# حاجز إسرائيل-غزة

خريطة قطاع غزة

حاجز إسرائيل-غزة Gaza–Israel barrier (بالعبرية: גדר המערכת סביב רצועת עזה‏) هو الحاجز الحدودي الذي شيدته إسرائيل في عام 1994 بين قطاع غزة وإسرائيل. يمتد الحاجز على طول الحدود البرية لقطاع غزة. الدخول إلى قطاع غزة براً يتم عبر خمس معابر: حاجز بيت حانون (معبر إيرز الشمالي) إلى إسرائيل، ومعبر رفح الجنوبي إلى مصر، ومعبر المنطار (معبر كارني) الشرقي المستخدم فقط لعبور البضائع، وهناك معابر بضائع أخرى مثل معبر كرم أبو سالم (كيرم شالوم) على الحدود مع مصر ومعبر صوفا شمالاً.

## خلفية سياسية
عام 1993 وقعت إسرائيل ومنظمة التحرير الفلسطينية اتفاقيات أوسلو التي أنشأت السلطة الفلسطينية مع سيطرة إدارية محدودة على الضفة الغربية وقطاع غزة. وبموجب الاتفاقيات، تواصل إسرائيل الحفاظ على سيطرتها على المجال الجوي لقطاع غزة والحدود البرية (باستثناء حدود غزة مع مصر التي تخلت عنها إسرائيل في عام 2005)، والمياه الإقليمية.
في عام 2005، سحبت إسرائيل قواتها من جانب واحد من قطاع غزة، إلى جانب آلاف المستوطنين الإسرائيليين. وهكذا تدعي إسرائيل أنها أنهت الاحتلال. ومع ذلك، فقد تم الطعن في هذا الادعاء على أساس أن إسرائيل مستمرة في ممارسة سيطرتها على المياه الإقليمية والمجال الجوي لغزة، على الرغم من أن غزة ليست جزءًا من إسرائيل وعدم حصول سكان غزة على جوازات سفر إسرائيلية.

## البناء

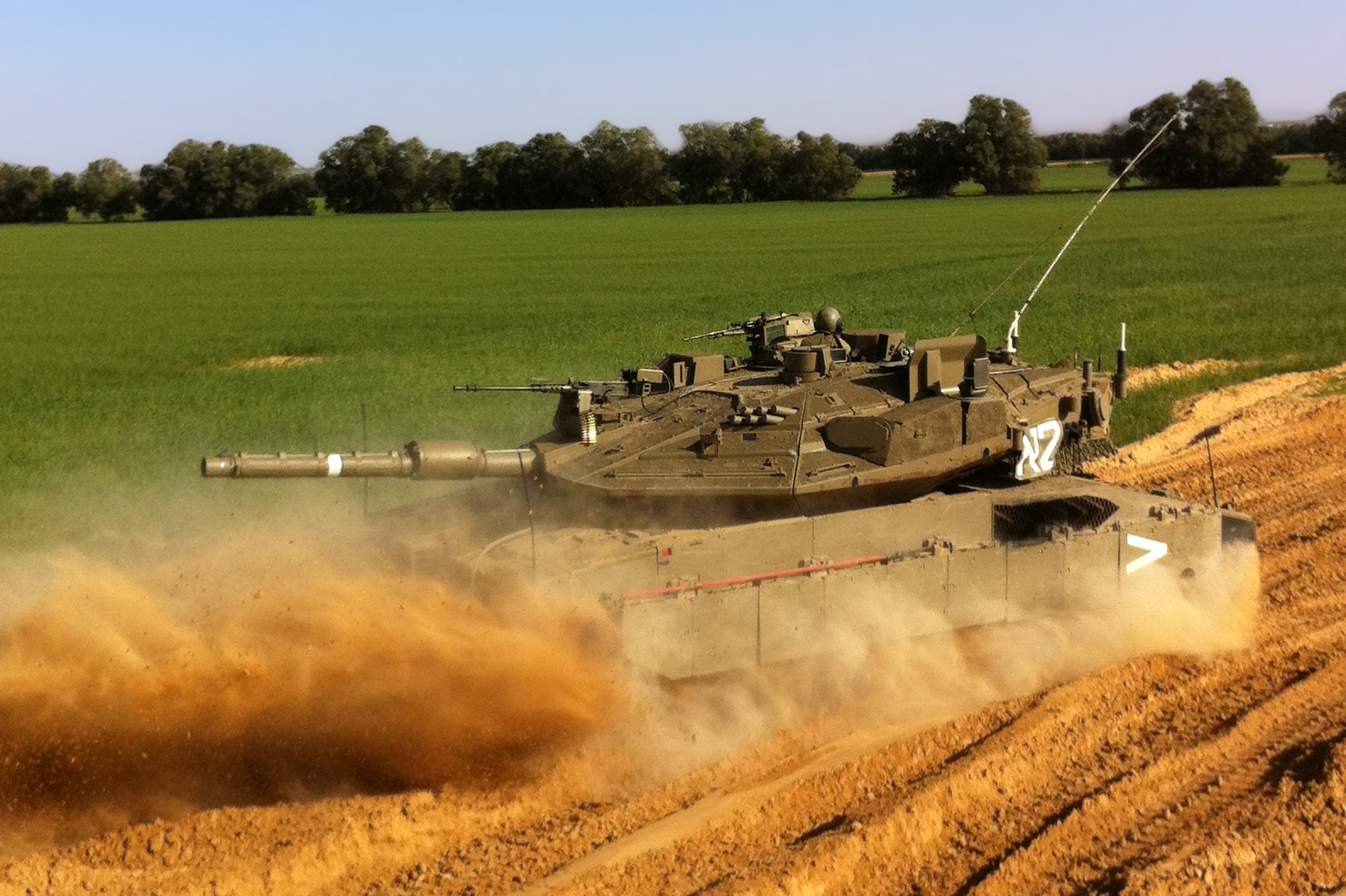
Tank Merkava Mark IV patrols the Gaza border (February 2012)

بدأت إسرائيل في بناء أول حاجز بطول 60 كيلومتر (37 mi) على طول حدودها مع قطاع غزة في عام 1994. وفي الاتفاق المؤقت لعام 1994 بشأن الضفة الغربية وقطاع غزة، تم الاتفاق على أن "السياج الأمني الذي أقامته إسرائيل حولها "سيبقي قطاع غزة قائما وأن الخط الذي يرسمه السياج كما هو مبين على الخريطة، سيكون له سلطة فقط لغرض الاتفاق" (أي أن الجدار لا يشكل بالضرورة الحدود). تم الانتهاء من الحاجز الأولي في عام 1996.
قبل فك الارتباط عام 2005، احتفظ الجيش الإسرائيلي بمنطقة عازلة بطول كيلومتر واحد داخل غزة على طول الجدار الحدودي، مما منع المسلحين من الاقتراب من الحدود، وأحيانًا بإطلاق النار. وبعد انسحاب الجيش الإسرائيلي، أصبح من السهل على الفلسطينيين الوصول إلى الحدود. ولذلك، بدأت إسرائيل في بناء النظام الأمني المعزز على طول حدود غزة، والذي قدرت تكلفته بـ 220 مليون دولار، ومن المقرر أن يكتمل في منتصف عام 2006.
ويتضمن جدارًا يبلغ ارتفاعه 7 أمتار مزودًا بأجهزة استشعار ورشاشات تعمل بالتحكم عن بعد وأسلاك شائكة في المناطق الثلاث التي تمتد فيها الحدود بجوار المستوطنات الإسرائيلية. وتم تعويض الأرض المأخوذة من الكيبوتسات المقابلة، مع بعض الخلافات.
بشكل عام، الحاجز الأول عبارة عن سياج من الأسلاك الشائكة بدون أجهزة استشعار. أما الحاجز الثاني الذي يحمل اسم "هوفرز أ Hoovers A" فيقع على بعد 20 مترًا، ويتكون من طريق وسياج مزود بأجهزة استشعار. وكانت هذه موجودة قبل عام 2005. وهناك عنصر جديد يتمثل في منطقة عازلة بعرض 70-150 مترًا تحمل الاسم الرمزي هوفرز ب مع أجهزة استشعار للحركة في الأرض ومحاطة بسياج جديد مجهز بأجهزة استشعار وأبراج مراقبة كل 2 كيلومتر، ومجهزة برشاشات تعمل بالتحكم عن بعد بدلاً من الجنود، والتي يمكن أن تكون أهدافًا للقناصة الفلسطينيين. تتم حراسة الحاجز من الجو وعلى الأرض.

## الرد من قطاع غزة
واجه بناء الجدار بمعارضة واحتجاجات من بعض الفلسطينيين في غزة. لقد تم هدم الجدار إلى حد كبير على يد الفلسطينيين في بداية انتفاضة الأقصى في سبتمبر 2000، والتي أعقبتها العديد من الهجمات من قطاع غزة. أعيد بناء الحاجز بين ديسمبر 2000 وفي يونيو 2001. وأضيفت منطقة عازلة بطول كيلومتر واحد، بالإضافة إلى نقاط مراقبة جديدة ذات تقنية عالية. كما تم إعطاء جنود إسرائيل قواعد جديدة للاشتباك، حيث تسمح للجنود بإطلاق النار على أي شخص يشاهدونه وهو يزحف هناك ليلاً بشكل غير قانوني إلى داخل الأراضي المحتلة. وقد تم إطلاق النار على الفلسطينيين الذين حاولوا عبور الحاجز إلى إسرائيل بشكل سري وقتلهم.
وكان الجدار فعالا في منع سكان القطاع من دخول إسرائيل من غزة. منذ عام 1996 قام جميع المهاجمين الذين حاولوا مغادرة غزة بتفجير عبوات ناسفة عند نقاط عبور الجدار وتم إيقافهم أثناء محاولتهم عبور الحاجز في مكان آخر. وفي الفترة من عام 1994 حتى عام 2004، نجح مهاجم من داخل قطاع غزة في تنفيذ هجوم في إسرائيل (في 14 مارس 2004 في أشدود).

أدت فعالية الحاجز إلى تحول في تكتيكات المسلحين الفلسطينيين الذين بدأوا في إطلاق صواريخ القسام وقذائف الهاون فوق الحاجز.

القسم الذي بني تحت الأرض للجدار المصري الفولاذي بين مصر وقطاع غزة والذي يبلغ عمقه من 20 إلى 30 مترا

في 27 ديسمبر 2008 شنت إسرائيل حرب غزة، والتي شملت غارات جوية وتوغلات برية ضد أهداف في قطاع غزة، بهدف محدد وهو وقف إطلاق الصواريخ من القطاع وتهريب الأسلحة إليه. انتهت الحرب في 18 يناير 2009، عندما أوقف الجانبان العمل العسكري. أكملت إسرائيل انسحابها في 21 كانون الثاني، وتم إطلاق آلاف الصواريخ وقذائف الهاون من قطاع غزة منذ ذلك الحين.

### دعم بناء جدار حاجز بين مصر وغزة
أعلن رئيس السلطة الفلسطينية محمود عباس دعمه للحاجز المنوي بنائه بين مصر وغزة، مضيفًا: "إنه حق سيادي للمصريين في بلدهم. يجب جلب الإمدادات المشروعة عبر المعابر القانونية"، على الرغم من أنه لم يدلي بمثل هذا التعليق تجاه حقوق إسرائيل السيادية. أعلنت الولايات المتحدة دعمها للجدار العازل بين مصر وغزة قائلة إنه سيمنع تهريب الأسلحة. وأيدت جامعة الأزهر في القاهرة رسميا قرار الحكومة بشأن بناء الجدار العازل بين مصر وغزة قائلة إن "من حق الدولة أن تبني على طول أسوارها المرافق والعقبات التي من شأنها تعزيز أمنها".

### حفر الأنفاق تحت الحاجز

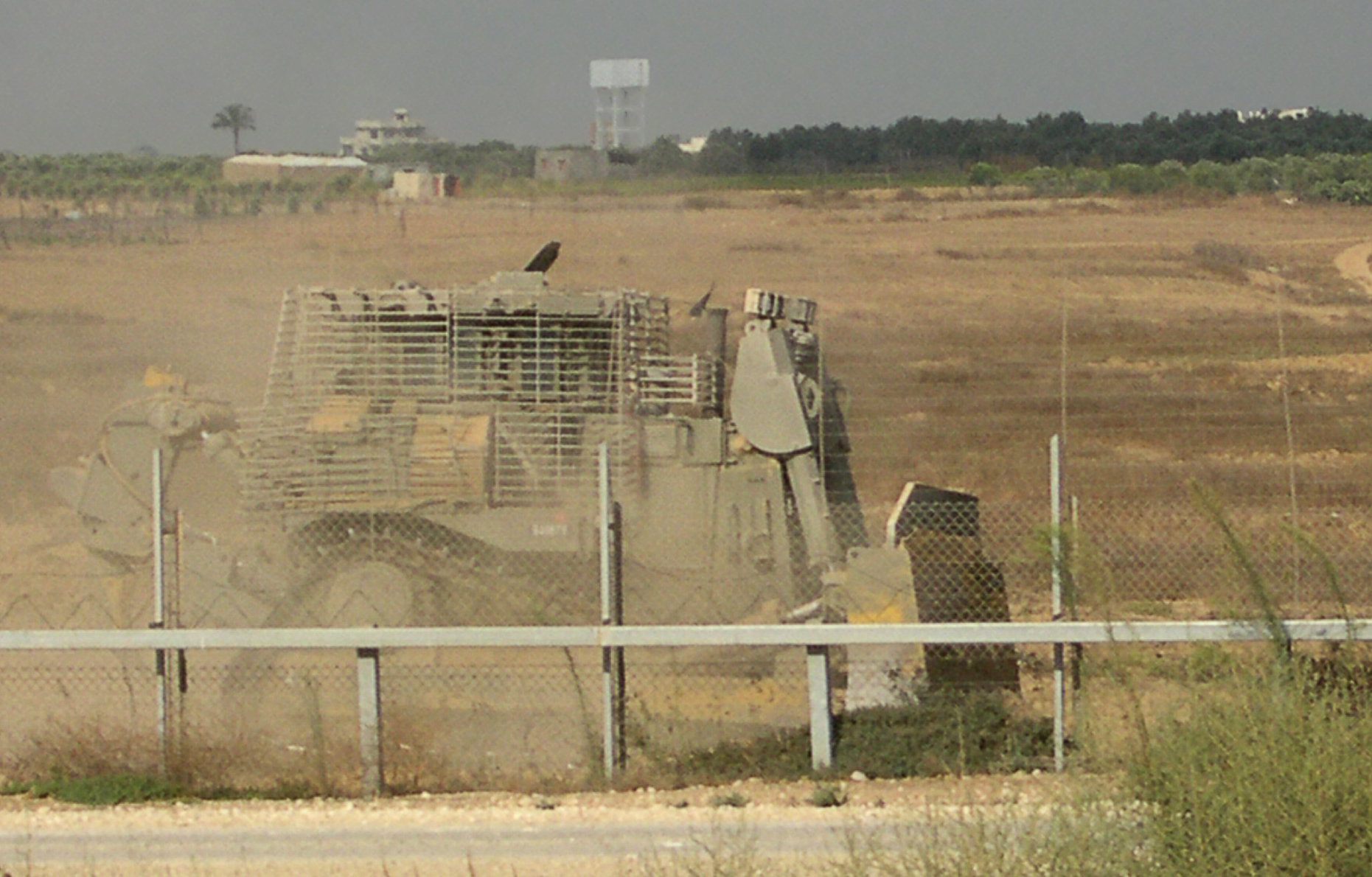
جرافة مدرعة من طراز Caterpillar D9R تابعة للجيش الإسرائيلي تعمل في الجانب الفلسطيني من الحاجز بين إسرائيل وغزة من أجل الكشف عن العبوات الناسفة

بسبب فعالية الجدار في وقف تسلل المسلحين إلى إسرائيل، فقد تبنوا استراتيجية حفر الأنفاق تحت الجدار. في 25 يونيو 2006، استخدم الفلسطينيون نفقًا طوله 800 متر تم حفره على مدى أشهر للتسلل إلى إسرائيل. وهاجموا وحدة مدرعة إسرائيلية كانت تقوم بدورية، وقتلوا جنديين إسرائيليين، وأسروا جنديًا آخر، وهو جلعاد شاليط. وفي الفترة ما بين ينايرالى أكتوبر 2013، تم اكتشاف ثلاثة أنفاق أخرى، اثنان منها كانا مملوءين بالمتفجرات.[31] أدى اكتشاف أنفاق مماثلة في أجزاء أخرى من العالم إلى تحديث تقديرات تقييم التهديد.
خلال حرب غزة عام 2014، واجهت إسرائيل مقاتلي حماس الذين خرجوا من الأنفاق إلى إسرائيل وهاجموا الجنود على طول الحدود. بعد الحرب، عثرت إسرائيل على 32 نفقًا ودمرتها. وفي عام 2018، دمرت إسرائيل ثلاثة أنفاق جديدة.

## الحواجز
منذ عام 2011 لا يوجد سوى نقطتي عبور على الحدود بين إسرائيل وغزة: حاجز بيت حانون الشمالي لعبور الأشخاص والبضائع القادمة من إسرائيل، ومعبر كرم أبو سالم الحدودي الشرقي لعبور البضائع القادمة من مصر، كما ولا تسمح إسرائيل بمرور البضائع مباشرة من مصر إلى غزة عبر الحدود بين مصر وغزة. وكانت نقاط العبور السابقة بين إسرائيل وغزة هي معبر صوفا، الذي أغلقته إسرائيل نهائيًا في عام 2008، ومعبر المنطار، الذي أغلقته إسرائيل نهائيًا في عام 2011. ومن وجهة النظر الفلسطينية، تعتبر الحواجز ذات أهمية بالغة لاقتصاد قطاع غزة ولاحتياجات السكان اليومية. وقام كبير مفاوضي السلطة الفلسطينية صائب عريقات بتحليل عمليات إغلاق الحواجز وقال إنها "ثبت أنها تأتي بنتائج عكسية".

### حاجز بيت حانون
حاجز بيت حانون او حاجز إيرز هو معبر للمشاة والبضائع إلى إسرائيل، ويقع في شمال قطاع غزة. يقتصر المعبر حاليًا على المقيمين العرب الخاضعين لسلطة السلطة الفلسطينية وعلى المواطنين المصريين أو مسؤولي المساعدات الدولية فقط، وهو مغلق أمام السياح. يمكن للفلسطينيين الذين لديهم تصريح للعمل في إسرائيل أو أولئك الذين لديهم تصاريح تسمح لهم بتلقي العلاج الطبي المجاني أو زيارة أقاربهم المباشرين المتواجدين في السجون استخدام هذا الحاجز عندما يكون مفتوحًا لسفر المشاة.

على الرغم من أنه يُسمح لـ 5,000 فلسطيني باستخدام حاجز بيت حانون للذهاب إلى أماكن عملهم داخل إسرائيل، إلا أن السلطات الإسرائيلية أغلقت المعبر في كثير من الأحيان، مما أعاق قدرتهم على الوصول إلى عملهم. بالإضافة إلى ذلك، لم يتم دائمًا احترام التصاريح الصادرة من قبل الجنود، الذين قاموا في بعض الحالات بمصادرتها عند الحاجزر.

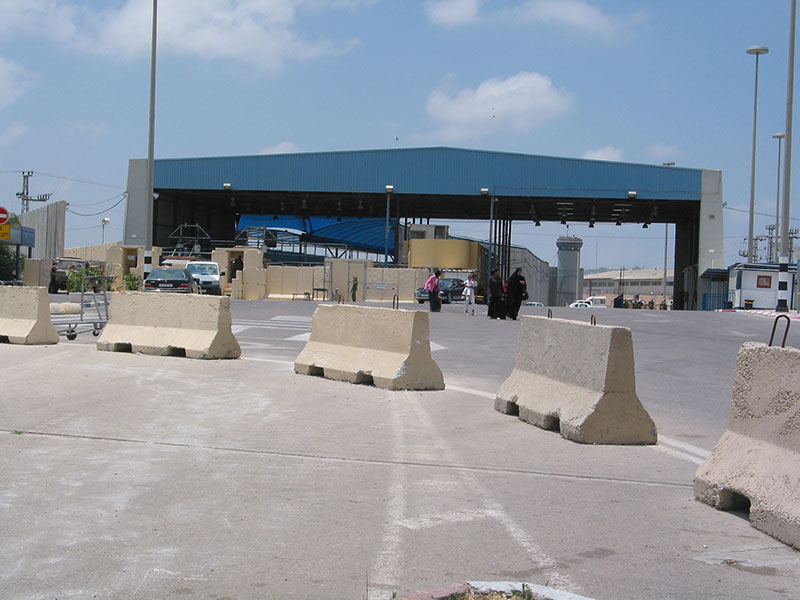
حاجز بيت حانون

### معبر كرم أبو سالم
معبر كرم أبو سالم الحدودي هو معبر حدودي على الحدود بين قطاع غزة وإسرائيل، تديره هيئة المطارات الإسرائيلية، وتستخدمه الشاحنات التي تحمل البضائع من إسرائيل أو مصر إلى قطاع غزة.

## الاختراقات
لقد تم هدم الجدار إلى حد كبير على يد الفلسطينيين في بداية انتفاضة الأقصى في سبتمبر 2000، وأعيد بناء الحاجز بسنة 2001 وأضيفت منطقة عازلة بطول كيلومتر واحد، بالإضافة إلى نقاط مراقبة جديدة ذات تكنولوجيا عالية، وبحسب هآرتس بلغت تكلفة الحاجز 1.1 مليار دولار أمريكي.
في ال7 من اكتوبر 2023 خلال عملية طوفان الأقصى، قام ما يقدر بنحو 1000 من مقاتلي حماس باختراق الحاجز الأمني في عدة مواقع عبر الطائرات الشراعية، وقاموا بتفكيك الأسوار والجدران الكهربائية بالمتفجرات والجرافات.

## أنظر ايضا
- الجدار الفولاذي
- الجدار الإسرائيلي في الضفة الغربية
- الحدود بين مصر وقطاع غزة
- الأنفاق في قطاع غزة
- احتجاجات غزة الحدودية 2018–19
- حاجز بيت حانون
- معبر المنطار
- معبر كرم أبو سالم
- الجدار الإسرائيلي العازل
- محور صلاح الدين